# Ламуру, Жан Венсан Феликс
Жан Венса́н Фели́кс Ламуру́ (фр. Jean Vincent Félix Lamouroux; 3 мая 1779, Ажен — 26 марта 1825) — французский альголог и зоолог.

## Биография
В 1805 году защитил диссертацию, в 1807 году приехал в Париж, где был избран членом-корреспондентом Академии наук. С 1808 года профессор естественной истории в Кане. 
Он внёс важный вклад в альгологию (учение о водорослях). В 1824 году Ламуру насчитывал уже 590 видов водорослей, тогда как Х. К. Лингби ещё пять лет назад (1819) — 342. Ему принадлежит лучшая попытка альгологической систематизации в первой трети XIX века, хотя он странным образом относил Corallinaceae из красных водорослей к животным (коралловым полипам) под именем Polypiers calcifères. Ошибка эта, довольно упорно державшаяся, была исправлена сначала Швейггером, а потом Кютцингом и Декеном.

## Издания
- Наиболее известное и важное его сочинение — «Histoire des Polypiers coralligènes nexibles vulgairement nommées Zoophytes» (1816).
- «Essai sur plusieures espèces de Fucus peu connues» (1805),
- «Essai sur les genres de la famille des Thalassiophytes non articulées» (1813),
- «Exposition méthodique des genres de l’ordre des Polypiers» (П., 1821).